# ذخیره‌سازی داده رایانه
انبارش داده رایانه‌ای یا مهندسی فایل‌ها (به انگلیسی: Computer data storage) که بیشتر به آن مخزن داده (به انگلیسی: storage) یا حافظه (به انگلیسی: memory) گفته می‌شود، فناوری است که در آن از قطعات رایانه‌ای و رسانه ذخیره‌سازی برای حفظ داده‌های دیجیتالی استفاده می‌شود.

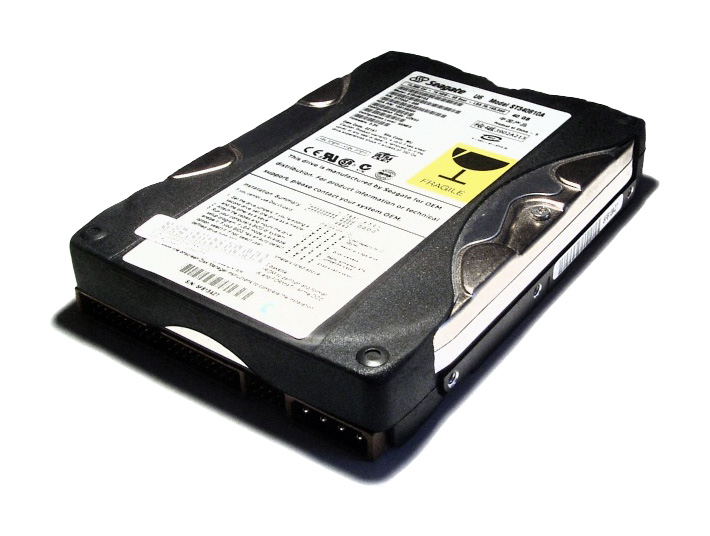
یک دیسک سخت ۴۰ گیگابایتی، نمونه‌ای از یک ذخیره‌ساز داده رایانه‌ای

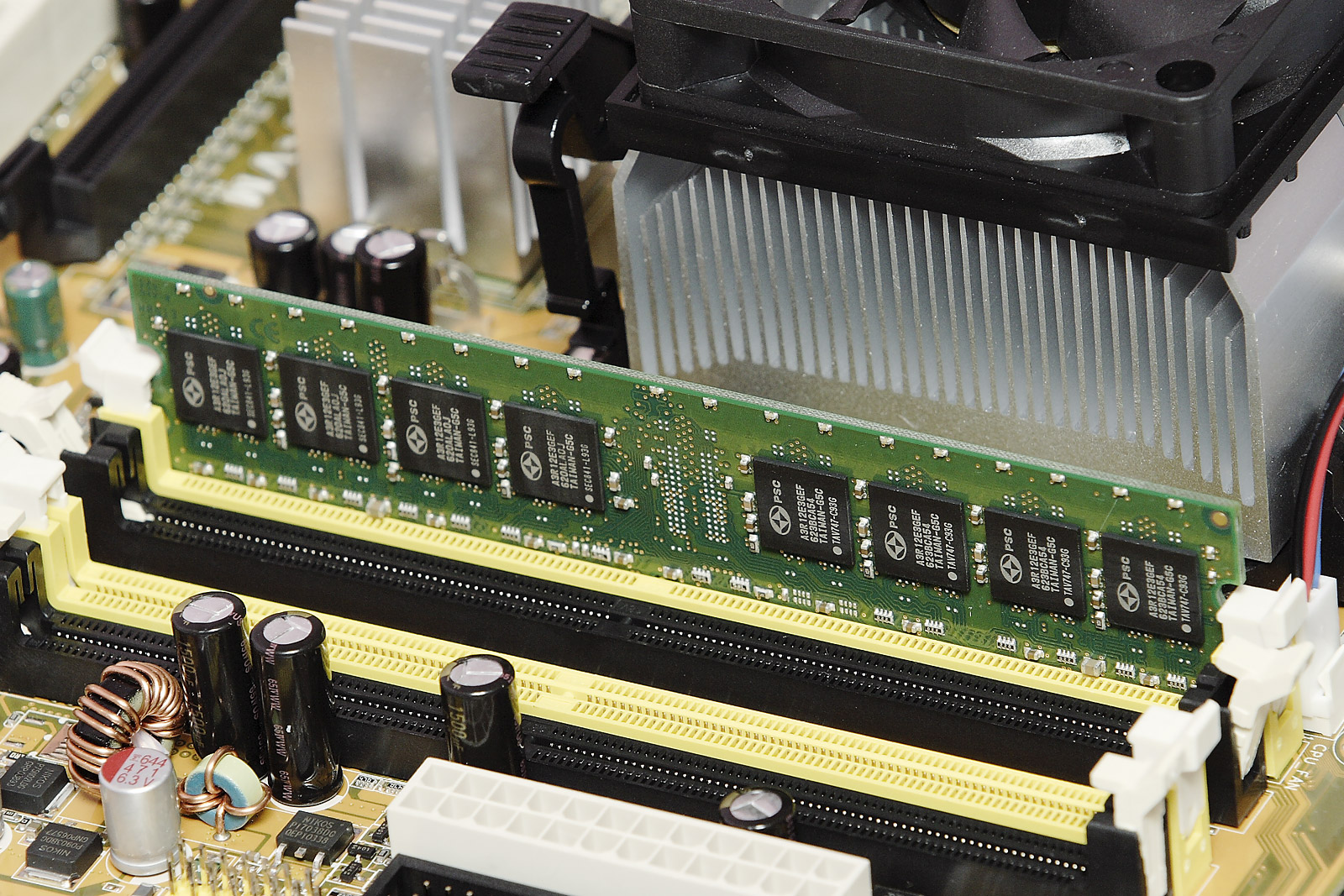
یک SDRAM یک گیگابایتی، نمونه‌ای از یک ذخیره‌ساز داده رایانه‌ای

واحد پردازش مرکزی (به انگلیسی:‌ CPU) در یک رایانه وظیفه دستکاری داده‌ها از طریق اجرای محاسبات را برعهده دارد. در عمل تمام رایانه‌ها از یک سلسله مراتب حافظه که تنظیماتی نزدیک به CPU دارد. فناوری‌های فرار سریع (که با قطع برق داده‌ها را از دست می‌دهند) را حافظه (memory) می‌نامند، اما فناوری‌های دائمی‌کند را انبارش (storage) می‌نامند.

## تعریف عام حافظه
هر دستگاهی که قادر به نگهداری اطلاعات باشد (بتوان اطلاعات را در آن ذخیره کرد) به نحوی که استفاده‌کننده از آن بتواند، در هر لحظه که لازم باشد، به اطلاعات مورد نیاز دستیابی داشته باشد. حافظه نامیده می‌شود.
با توجه به وجود دو محیط، می‌توان حافظه‌های موجود در یک سامانه رایانه‌ای را به دو رده کلی تقسیم کرد:
- حافظه‌های درون ماشینی
- حافظه‌های برون ماشینی

از آنجا که موضوع اصلی در مهندسی فایلها، عبارتست از، مطالعه سامانه و ساختار ذخیره‌سازی اطلاعات در رسانه‌های ذخیره‌سازی خارجی، و بررسی شیوه‌های دستیابی به اطلاعات، بازیابی و انجام عملیات روی آن‌ها، لذا اساساً به حافظه‌های درون ماشینی نمی‌پردازیم، هرچند به هرحال حافظه اصلی و گاه حافظه نهان نیز، اقلاً به عنوان بافر (حافظه میانگیر) و ناحیه کاری کاربر مطرح می‌شوند و در مبادله اطلاعات میان دو محیط، گاه مقصد و گاه مبدأ هستند، ولی بررسی ویژگی‌های آن‌ها از حوزه و هدف این اوراق خارج است.

## ویژگی‌های حافظه در معنای عام
گونه‌های مختلف حافظه، هریک ویژگی‌هایی دارند، اما ویژگی‌هایی میان آن‌ها مشترک است از جمله:
- نوشتن و خواندن: هر حافظه‌ای این قابلیت را دارد که بتوان در آن نوشت (درج اطلاعات) یا از آن خواند (واکشی اطلاعات[۴]).
- نشانی پذیری:[۵] هر حافظه‌ای مجهز است به یک سازوکار نشانی دهی، و به عبارت دیگر می‌توان به اطلاعات مورد نظر در حافظه، نشانی دهی کرد. واحد نشانی پذیر[۶] و نحوه نشانی دهی البته بستگی به گونه حافظه دارد.
- دستیابی پذیری:[۷] هر حافظه‌ای، از طریق سازوکار نشانی دهی، مورد دستیابی قرار می‌گیرد. دستیابی ممکن است به منظور خواندن از، یا نوشتن در حافظه صورت بگیرد.
- ظرفیت:[۸] هر حافظه‌ای دارای ظرفیتی است که به بیت یا بایت یا اضعا ف آن‌ها بیان می‌شود.
- زمان دستیابی:[۹] مدت زمانی است میان لحظه‌ای که دستور خواندن/ نوشتن داده می‌شود و لحظه‌ای که حافظه مورد نظر مورد دستیابی قرار می‌گیرد. منظور از حافظه مورد نظر قسمتی از حافظه‌است که داده مورد نظر در آن ذخیره شده‌است، مثلاً در حافظه اصلی، کلمه[۱۰] یا در حافظه خارجی، سکتور یا بلاک.[۱۱]
- نرخ انتقال[۱۲] یا سرعت انتقال: کمیتی است از اطلاعات که در واحد زمان از حافظه قابل انتقال است و آن را به بایت در ثانیه (و یا اضعاف آن) بیان می‌کنند.

البته ویژگی‌های دیگری نیز در حافظه‌ها مطرح است مثل جابجایی پذیر بودن، مانا یا نامانا بودن اطلاعات ذخیره شده و خوانده شده و… که در این مجال به آن‌ها نمی‌پردازیم.

## عملکرد
رایانه‌های امروزی داده‌ها را به صورت دودویی نشان می‌دهند.

## سلسله مراتب حافظه ها[۱۵]
در یک سامانه رایانه‌ای، رسانه‌های ذخیره‌سازی گوناگونی برای نگاهداری اطلاعات وجود دارد که اصطلاح عام حافظه به همه آن‌ها گفته می‌شود. این رسانه‌ها هریک دارای محدودیت‌ها و مزایایی هستند و لازم است که مجموعه‌ای از آن‌ها مورد استفاده قرار گیرد تا بتوان، ضمن جبران معایب هریک، از مزایای جملگی بهره گرفت. دلایل بکارگیری گونه‌های مختلف رسانه‌های ذخیره‌سازی را می‌توان به شرح زیر بیان کرد:
- حافظه‌های درون ماشینی هنوز دارای ظرفیت محدود هستند.
- لزومی ندارد همه اطلاعاتی که برای رفع نیازهای اطلاعاتی یک محیط عملیاتی ذخیره می‌شوند همیشه در حافظه‌های درون ماشینی مقیم[۱۶] باشند. بلکه فقط آن اطلاعاتی که مورد نیاز برنامه‌های در حال اجرا هستند.
- رسانه‌های ذخیره‌سازی سریع، غالباً گران هستند.
- معمولاً برنامه‌ها، به حافظه بیشتری از آنچه که واقعاً سامانه می‌تواند در محیط درون ماشینی تأمین کند، احتیاج دارند.
- حجم اطلاعاتی که امروزه بشر انباشت می‌کند بسیار بالا، و پیوسته به‌طور تصاعدی در افزایش است و نمی‌توان با توجه به ظرفیت محدود و حافظه‌های درون ماشینی، این حجم فزاینده اطلاعات را در محیط درون ماشینی ذخیره‌سازی کرد.
- حافظه‌های درون ماشینی نامانا هستند و اطلاعات ذخیره شده در آن‌ها می‌تواند از میان برود.
- گاه لازم است چندین فراروند[۱۷] به‌طور همروند[۱۸] به داده دستیابی داشته باشند، در این صورت داده باید مثلاً روی دیسک ذخیره شود.

با توجه به دلایل فوق، می‌توان گفت که باید برای اطلاعات، از نظر درجه در دسترس بودن آن‌ها برای واحد پردازش مرکزی، اولویت قائل شد، و از اینرو مفهوم سلسله مراتب حافظه‌ها مطرح شده‌است. این مفهوم در شکل ۱ نشان داده شده‌است.

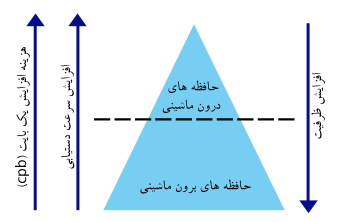
مفهوم سلسله مراتب حافظه‌ها

از این شکل ساده معلوم می‌شود که حافظه‌های برون ماشینی گسترش و ادامه حافظه‌های درون ماشینی هستند، با ظرفیت بیشتر و سرعت دستیابی کمتر، و اما هدف ایجاد سلسله مراتب حافظه‌ها این است که سرعت و کارایی سامانه‌های ذخیره‌سازی، در مقابل هزینه‌ای قابل توجیه افزایش یابد. این کارایی باید چنان باشد که حتی الامکان به کارایی سریعترین رسانه‌های ذخیره‌سازی، نزدیک تر شود. در عین حال با هزینه‌ای نزدیک به هزینه رسانه‌های ذخیره‌سازی کندتر. البته افزایش کارایی به راه‌های مختلفی ممکن است تأمین شود و داشتن یک سلسله مراتب بهینه، یکی از عوامل مؤثر در این افزایش است. درشکل ۲ مفهوم سلسله مراتب حافظه‌ها نشان داده شده‌است. حافظه‌های موجود در این سلسله مراتب را می‌توان به رده اول، رده دوم، رده سوم و گاه رده چهارم تقسیم کرد. یعنی حافظه‌های درون ماشینی در رده اول، دیسک مغناطیسی در رده دوم، دیسک‌های نوری با ظرفیت بالا و نوارهای با ظرفیت بالا در رده سوم و کارت و نوار منگنه شدنی در رده چهارم جای
داده می‌شوند.

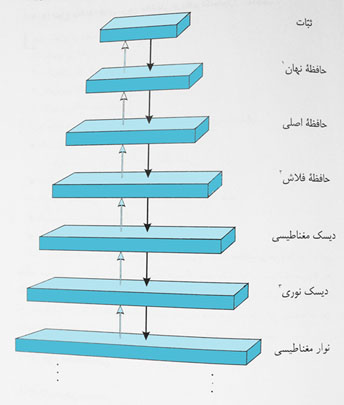
مثالی از سلسله مراتب حافظه‌ها

برای طراحی یک سامانه ذخیره‌سازی سلسله مراتبی، روش‌هایی وجود دارد. در این روش‌ها سعی بر این است که مشخص شود در هر لحظه، چه اطلاعاتی، به چه مدتی برای چه منظوری و در چه سطحی از سلسله مراتب نگاهداری شود و چگونه اطلاعات در سطوح مختلف سلسله مراتب، آمد و شد داشته باشد. پرداختن به این موضوع از حد این دفتر فراتر می‌رود. ما به چند و چون ذخیره‌سازی اطلاعات، به صورت فایلها، در محیط برون ماشینی می‌پردازیم برای این منظور باید از رایجترین رسانه‌های محیط برون ماشینی، یعنی نوار و دیسک، شناخت نسبی داشته باشیم.
لازم است ذکر شود که در حال حاضر هستند کسانی که معتقدند که بزودی دیگر نیازی به حافظه‌های برون ماشینی نخواهد بود مگر برای کاربردهای بایگانی و پشتیبانی. به عبارت دیگر در سال‌های اول پس از سال ۲۰۰۰، هزینه حافظه نهان به ازاء یک بایت با هزینه دیسک‌ها برابر خواهد شد و می‌توان تمام اطلاعات فعال را در حافظه‌های نهان نگهداری کرد. اما گروهی دیگر چنین نمی‌اندیشند و استفاده از سلسله مراتب حافظه‌ها را در آینده هم اجتناب ناپذیر می‌دانند.

## گونه‌های حافظه‌های برون ماشینی از نظر فناوری ساخت
چهار فناوری وجود دارد:
- فناوری الکترومکانیک
- فناوری الکترومغناطیس
- فناوری الکترواپتیک
- فناوری الکترومغنااپتیک

گونه‌های حافظه‌های برون ماشینی در هر یک از چهار فناوری عبارتند از:
- فناوری الکترومکانیک:
  - کارت منگنه شدنی
  - نوار منگنه شدنی
- فناوری الکترومغناطیس:
  - نوار مغناطیسی
  - دیسک مغناطیسی
  - طبله[۲۲]
- فناوری الکترواپتیک:
  - دیسک نوری
- فناوری الکترومغنااپتیک:
  - دیسک نوری- مغناطیسی[۲۳]

اینک به بررسی چند رسانه رایجتر یعنی نوار مغناطیسی و دیسک مغناطیسی و دیسک نوری می‌پردازیم.

## نوار مغناطیسی
رسانه ایست از جنس گونه‌ای پلاستیک با غشاء مغناطیس شونده بر یک رویه (فرومغناطیسی) و لغزان بر ریل‌هایی با ابعاد مختلف، ابعاد گونه‌ای از نوار ۲۵۰۰ فوت طول و ۲/۱ اینچ عرض است. در اندازه‌های دیگر نیز موجود است. این رسانه‌ها ماهیتا برای پردازش پی در پی رکوردها مورد استفاده قرار می‌گیرد. از نظر فناوری ساخت، به چهار دسته کلی تقسیم می‌شود:
- ریل به ریل
- نوار کارتریج
- نوار کاست
- نوار صوتی تطبیق داده شده با رایانه

دستگاه نوارخوان مجهز است به نوک خواندن/ نوشتن که می‌تواند اطلاعات را روی نوار ضبط یا اطلاعات ضبط شده را حس کند.

## دیسک مغناطیسی
رسانه ایست گردان، با امکان دستیابی مستقیم به داده‌های ذخیره شده و به آن اصطلاحاً DASD می‌گویند.

### دیسک نرم
از رسانه‌های ذخیره‌سازی خارجی با دستیابی مستقیم و از نظر شکل ظاهری، مشابه دیسک‌های متداول، البته با ابعادی کوچکتر است. جنس آن از گونه‌ای پلاستیک است و سختی دیسک‌های موسوم به سخت را ندارد. این دیسک در محفظه‌ای جای دارد، هم برای حفاظت آن از تماسهای خارجی و هم به منظور ثابت نگهداشتن آن.
برخلاف دیسک‌های سخت که در آن نوک خواندن/نوشتن فاصله‌ای اندک و کنترل شده با سطح دارد، در این دیسک‌ها نوک خواندن/نوشتن با دیسک تماس دارد. این دیسک‌ها می‌توانند یک رویه یا دو رویه باشند. داده‌ها به صورت سریال روی شیارها ذخیره می‌شوند.
دیسک نرم مجهز به مکانیزم ساده‌ای برای حفاظت در مقابل عمل نوشتن است.
در گونه‌ای از این دیسک، روی پاکت، سوراخی وجود دارد که به منظور تشخیص آغاز شیار به کار می‌رود (نزد بعضی از سازندگان به Index Hole موسوم است). یعنی تشخیص محل شروع سکتور شماره صفر از هر شیار. در واقع سکتور صفر، به روش سخت‌افزاری و بقیه سکتورها به روش نرم‌افزاری مشخص می‌شوند.

## دیسک‌های نوری
استفاده از نور، به جای مغناطیس برای ذخیره‌سازی داده‌ها، این مزیت را دارد که فضای لازم برای ذخیره کردن یک بیت خیلی کمتر می‌شود. در دیسک‌های نوری از فناوری لیزری برای ضبط اطلاعات استفاده می‌کنند. درنیمه دوم دهه ۸۰–۷۰ پژوهشهایی به منظور ایجاد این‌گونه دیسک‌ها آغاز و به نظر می‌رسد نخستین دیسک از این گونه در ۱۹۷۹ ساخته شد.
دیسک‌های نوری سبب کاهش فضای ذخیره‌سازی می‌شوند و جهشی است در جهت میل بیشتر به اهدافی که بشر همیشه دنبال کرده‌است: کاهش هرچه بیشتر فضای ذخیره‌سازی، سرعت دستیابی بالاتر به داده‌های ذخیره شده و هزینه کمتر. تاکنون فناوری توانسته‌است گونه‌هایی چند از این دیسک‌ها به بازار عرضه کند.
از جمله این گونه دیسک‌ها می‌توان از:
(CD-RW EOD, WORM, DVD, CD-I، CD-ROM, CD) نام برد. در زیر بعضی این گونه‌ها به کوتاهی معرفی می‌شوند.

### دیسک‌های نوری-مغناطیسی
با تلفیق دو فناوری مغناطیسی و نوری تلاش می‌شود تا دیسک‌هایی ایجاد شوند که هم خاصیت قابل پاک شدن و بازنویسی دیسک‌های مغناطیسی را داشته باشند و هم چگالی و ظرفیت بسیار بالای دیسک‌های نوری.
به نظر می‌رسد که این‌گونه دیسک‌ها در تولید انبوه به بازار مصرف عرضه شده‌است قطر این دیسک‌ها اینچ بوده از گونه پاک شدنی هستند و از سرعت بسیار بالایی برخوردارند سرعت انتقال در این دیسک‌ها حدود یک مگابایت در ثانیه یا بیشتر است. گونه‌ای دیسک نوری به نام DVD وجود دارد که ظرفیت این دیسک‌ها میان ۷/۴ تا ۱۷ گیگا بایت است.
برای نوشتن یک بیت تکنیک‌هایی ایجاد شده‌است از جمله برخورد لیزر با بیتی که به زیر نوک می‌رسد با ایجاد حالت اکسید اسیون قوی تر رویه این دیسک‌ها از آلیاژ فلزی خاص (تربیوم یا گادولینیوم و آهن یا کبالت) پوشیده شده‌است که خاصیت مغناطیس شونده دارد البته نه در دمای معمولی بلکه در دمای زیاد برای بالا بردن دما از اشعه لیزر استفاده می‌شود تابش اشعه لیزر به یک بیت سبب افزایش دمای آن می‌شود در رویهٔ دیگر یک نوک خواندن و نوشتن وجود دارد و در اثر عبور جریانی از آن بیت تغییر حالت می‌دهد و با تبرید سریع موضع اشعه لیزر یعنی بیت مورد نظر اطلاعات به‌طور ثابت باقی می‌ماند.
برای خواندن یک اشعه لیزر با قدرت کمتر از حالت نوشتن از یک رویه دیسک به آن تابنده می‌شود و در رویه دیگر، حسگری وجود دارد که اشعه را دریافت کرده پس از تجزیه و تحلیل صفر یا یک بودن آن را تشخیص می‌دهد. می‌بینیم که برای ضبط اطلاعات نمی‌توان از هر دو رویه دیسک استفاده کرد.

### دیسک‌های با تغییر فاز[۳۵]
در این گونه دیسک‌ها رویه داری غشایی است که می‌تواند در اثر تابش لیزر دو حالت کریستال یا نامشخص را به خود بگیرد حالت اولیه غشاء نامشخص است و وقتیکه اشعه به آن می‌تابد حالت کریستالی به خود می‌گیرد و اگر اشعه به آن تابنده نشود به حالت نامشخص بازمی‌گردد.
برای خواندن اطلاعات اشعه‌ای با قدرت کمتر از حالت نوشتن به آن تابانده می‌شود تا نوری را منعکس کند گونه نور بسته به اینکه انعکاس از قسمت کریستالی باشد یا قسمت نامشخص فرق می‌کند همین تفاوت در گونه نور امکان می‌دهد تا دوحالت صفر و یک تشخیص داده شوند.
سرعت این دیسک‌ها حدوداً دو برابر دیسک‌های مغناطیسی –نوری است.

### دیسک‌های دای-پولیمر[۳۶]
رویه در این گونه دیسک‌ها دو لایه پولیمر دارد برای ضبط اطلاعات به صورت زیر عمل می‌شود: لایه زیرین به وسیله لیزر گرم می‌شود و در نتیجه یک برآمدگی در لایه بالا ایجاد می‌گردد سپس ناحیه برآمده از سرد می‌کنند بدین ترتیب برآمدگی ثابت می‌ماند برای پاک کردن اطلاعات لایه برآمده را به کمک یک اشعه لیزر با طول موج متفاوت با حالت اول گرم می‌کنند و برآمدگی از میان می‌رود.